# Ризоватово
Ризоватово — село в Починковском районе Нижегородской области России. Административный центр Ризоватовского сельсовета.

## История

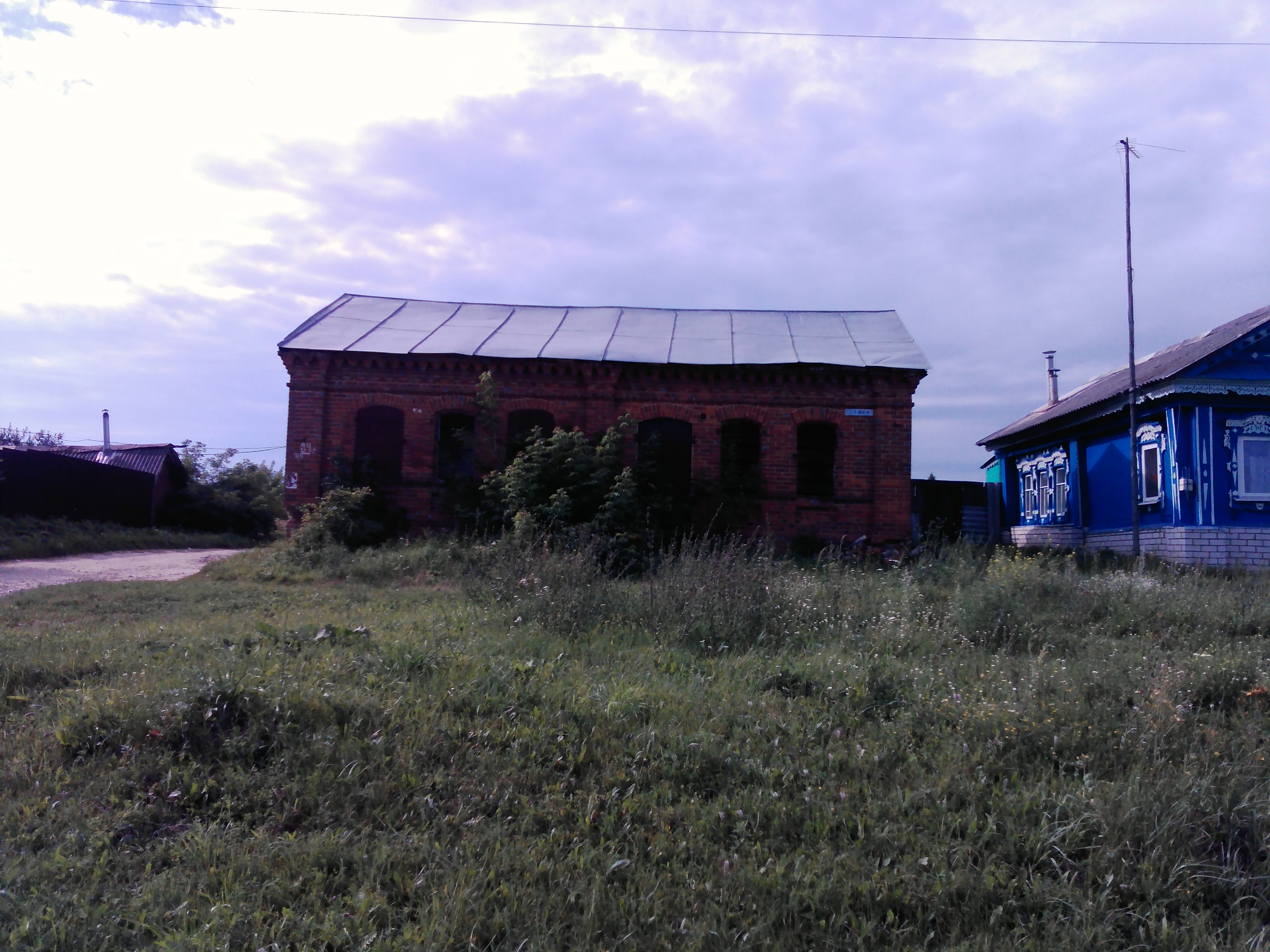
Здание бывшей приходской школы Сергиевской церкви

В составе Российской империи село входило в Лукояновский уезд Мадаевской волости Нижегородской губернии.
В разных документах по-разному писали: Ризоватово и Резоватово. В «Списке населенных мест …» записано: «село Резоватово при р. Алатырь и Ирсети располагалось на старо-Саратовском почтовом тракте из г. Лукоянов в г. Починки и входило в состав 2-го стана Лукояновского уезда Нижегородской губернии». Село Резоватово было казенным 313 дворов (3048 чел.) Лукояновского уезда.
| Перепись      | 1859 г. |
| ------------- | ------- |
| дворов        | 313     |
| всего жителей | 3048    |
| мужчин        | 1453    |
| женщин        | 1595    |

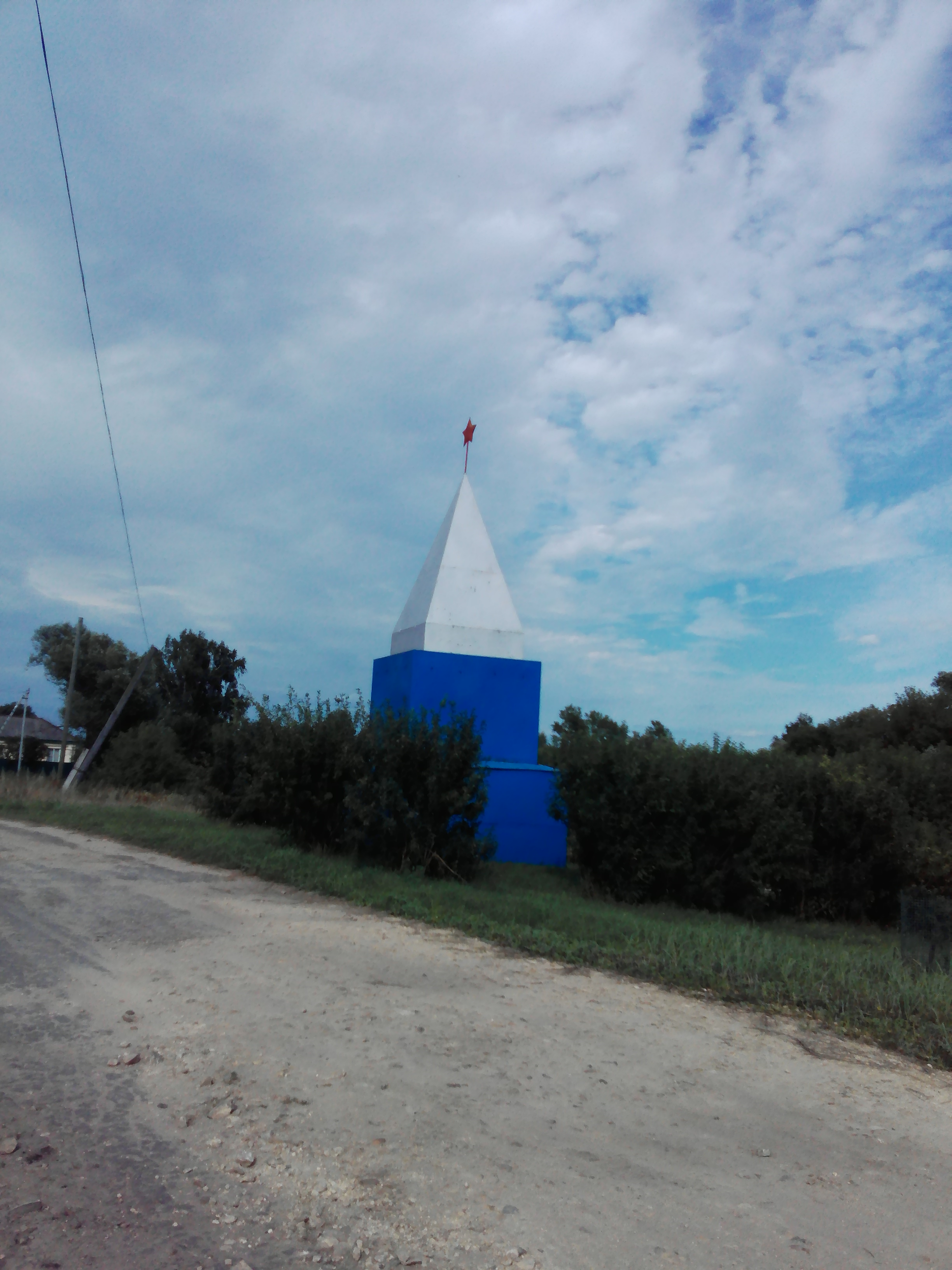

В 1916 г. число жителей — 5300 человек. В этом же году в перечне населённых мест Нижегородской губернии значатся Ризоватовские выселки (Шутиловской волости) с населением 45 жителей. Село Резоватово было бывшим монастырским, потом казённым.
Работала земская школа. В 1888 г. учились 74 мальчика и 2 девочки.
В 19 в. в селе было 2 православные церкви:
Церковь Казанской Божьей Матери, каменная, построена в 1820 г., двухпрестольная. Не сохранилась. Предположительно в здании находится школа. Священник И. Е. Добротворский (1859 г.р.), окончил семинарию, на службе с 1881 г. Диакон П. И. Славницкий (1837 г.р.) окончил духовное училище, на службе с 1858 г. Псаломщик А. Л. Авров (1850 г.р.) на службе с 1867 г. Заштатный священник А. С. Травницкий (1816 г.р.) окончил семинарию, на службе с 1837—1882 г., имеет орден св. Анны 3 степени. Церковных земель 36 десятин. Собственный дом для священников.
Сергиевская церковь, каменная, во имя преподобного Сергия Радонежского Чудотворца построена в 1826 г., двухпрестольная. Священник А. В. Бажанов (1863 гр.) окончил курс семинарии по 2 разряду, на службе с 1884 г. Дьякон М. Д. Милославский (1844 г.р.) окончил высшее отделение духовного училища, на службе с 1865 г. Псаломщик С. П. Павловский (1831 г.р.) окончил низшее отделение семинарии, на службе с 1850 г. Заштатный священник В. В. Бажанов (1817 г.р.) окончил курсы семинарии по 2 разряду на службе с 1837 г., имеет наперстный крест. Заштатный дьякон В. С. Тихомиров (1800 г.р.) пенсионер. Церковных земель 36 десятин. Собственный дом для священников.
В 1858 г. выдано 5558 паспортов.
В 1923 г. имелся Ризоватовский кооператив, количество членов 122, сумма пая — 122 р. 95 коп.
В 1934 г. В Ризоватовском сельсовете имелось 2 колхоза: «им. 9-е января» и «имени Ворошилова».

## Население
| 2002 | 2010 |
| ---- | ---- |
| 731  | ↘585 |

## Улицы села Ризоватово

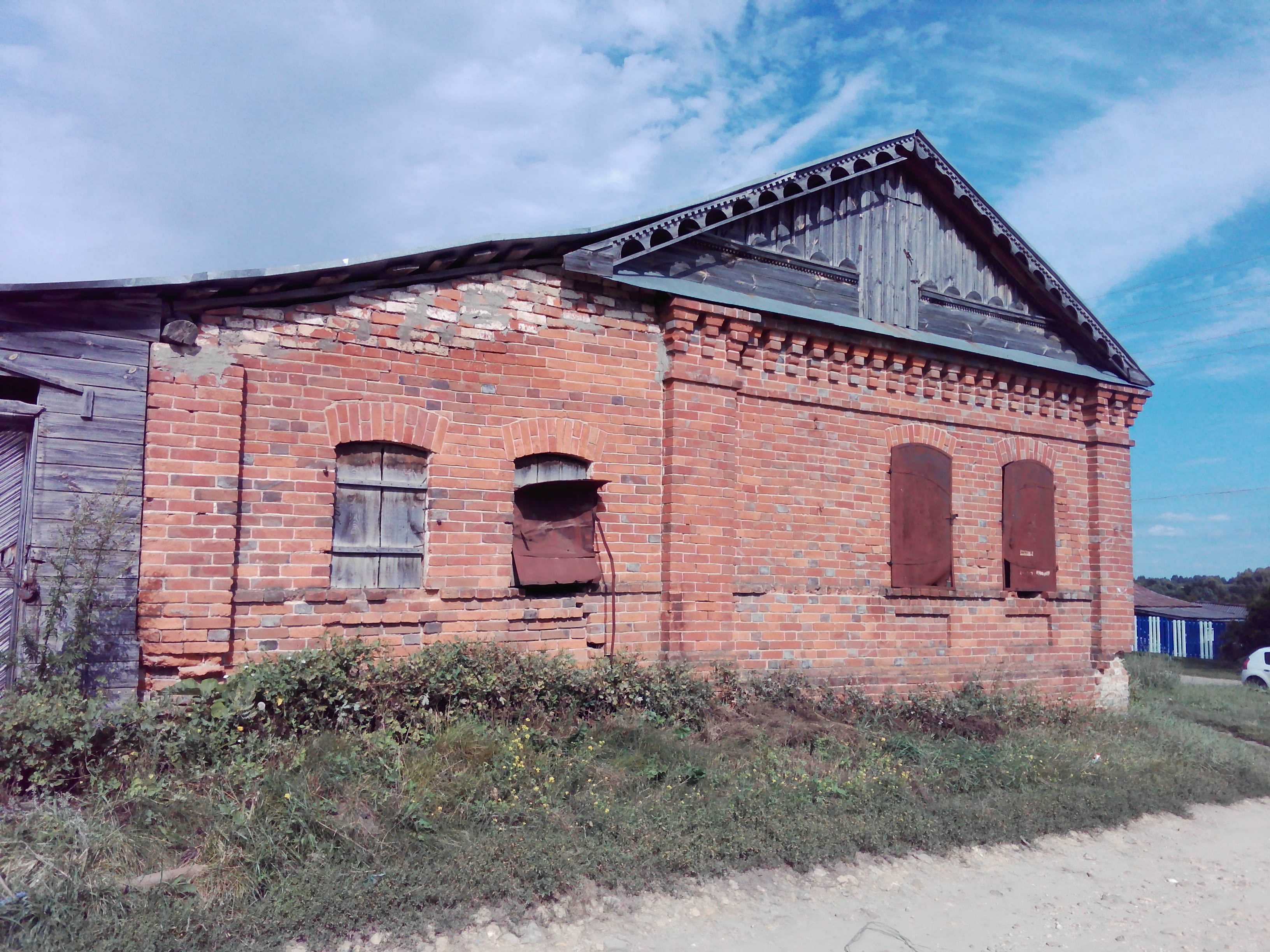
Здание бывшей приходской школы Сергиевской церкви

- 1 Мая улица
- Улица Коминтерна
- Улица Кулдым
- Улица Ленина
- Молодёжная улица
- Улица Октября